# Rudolf Hermann (Rennrodler)
Rudolf Hermann war ein tschechoslowakischer Rennrodler, der in den 1930er Jahren aktiv war. Er gewann drei Medaillen bei den Europameisterschaften im Rodeln.

## Medaillen
- 1934 Silber im Doppel mit Rudolf Maschke
- 1938 Bronze im Einzel, hinter Martin Tietze und Walter Kluge
- 1939 Bronze im Doppel mit Albert Kraus